# Anampses
Anampses is een geslacht van vissen in de familie van de lipvissen (Labridae).

## Lijst van soorten
- Geslacht Anampses
  - Anampses caeruleopunctatus Rüppell, 1829
  - Anampses chrysocephalus Randall, 1958
  - Anampses cuvier Quoy & Gaimard, 1824
  - Anampses elegans Ogilby, 1889
  - Anampses femininus Randall, 1972
  - Anampses geographicus Valenciennes, 1840
  - Anampses lennardi Scott, 1959
  - Anampses lineatus Randall, 1972
  - Anampses melanurus Bleeker, 1857
  - Anampses meleagrides Valenciennes, 1840
  - Anampses neoguinaicus Bleeker, 1878
  - Anampses twistii Bleeker, 1856
  - Anampses viridis Valenciennes, 1840